# The Diplomat
The Diplomat (nghĩa đen: "Nhà ngoại giao") là một tạp chí tin tức quốc tế về chính trị, xã hội và văn hóa ở khu vực Ấn Độ - Thái Bình Dương. Nó có trụ sở tại Washington, DC, Hoa Kỳ.
Thành lập vào năm 2001, ban đầu nó là một tạp chí in một tháng hai lần có trụ sở tại Australia. Sau này, The Diplomat đã mở rộng phạm vi hoạt động và chuyển đổi thành tạp chí trực tuyến vào năm 2009 và chuyển trụ sở đến Nhật Bản và sau cùng là thủ đô Washington, DC.
The Diplomat đã hai lần được RealClearWorld đánh giá là một trong năm trang tin tức quốc tế hàng đầu. Nó hiện đang thuộc sở hữu của Trans-Asia Inc.
Tờ báo này đã hợp tác với nhiều tổ chức chính sách công có tầm ảnh hưởng, trong đó nổi bật nhất là Trung tâm Nghiên cứu Chiến lược và Quốc tế (CSIS). The Diplomat cũng đã đăng tải các cuộc phỏng vấn với nhiều nhân vật công chúng, bao gồm Ali Allawi, Anwar Ibrahim, Ian Macfarlane, Brent Scowcroft, Mike Moore, Jason Yuan, Kim Beazley, Wegger Christian Strømmen, Shankar Prasad Sharma, và Jaliya Wickramasuriya.